# Élet (szobor)

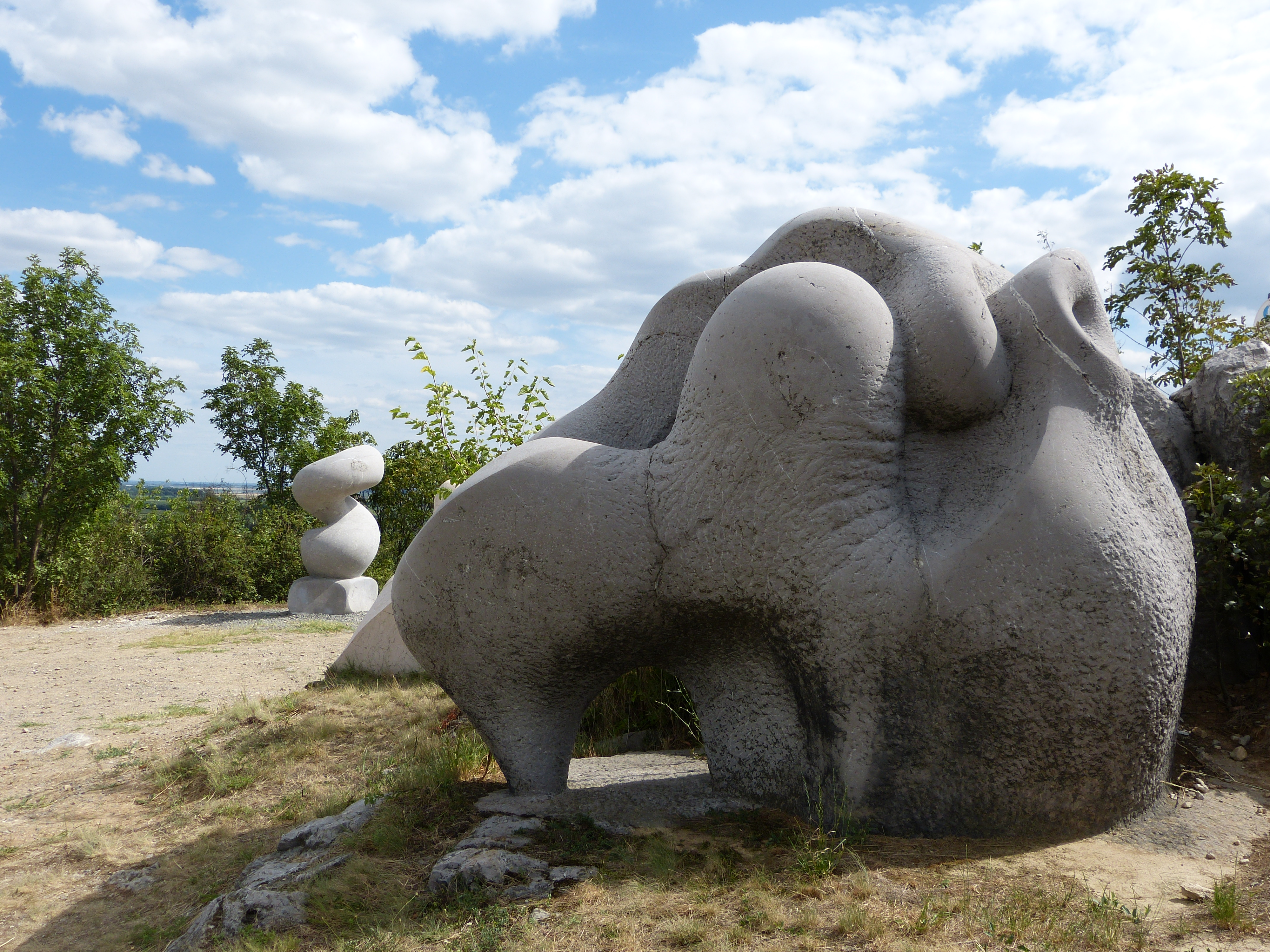
Bocz Gyula: Élet, 1969-1972, Szársomlyó, helyszíni sziklafal, Villányi szoborpark

Az Élet című szobrot Bocz Gyula faragta 1969–1972 között a Nagyharsányi szobrásztelepen a Szársomlyó keleti kőbányájának sziklafalából. Ez a land art – azaz egy adott helyszínnek az adottságaiból történő tovább alakítása – egyik első magyarországi alkotása.

## Története

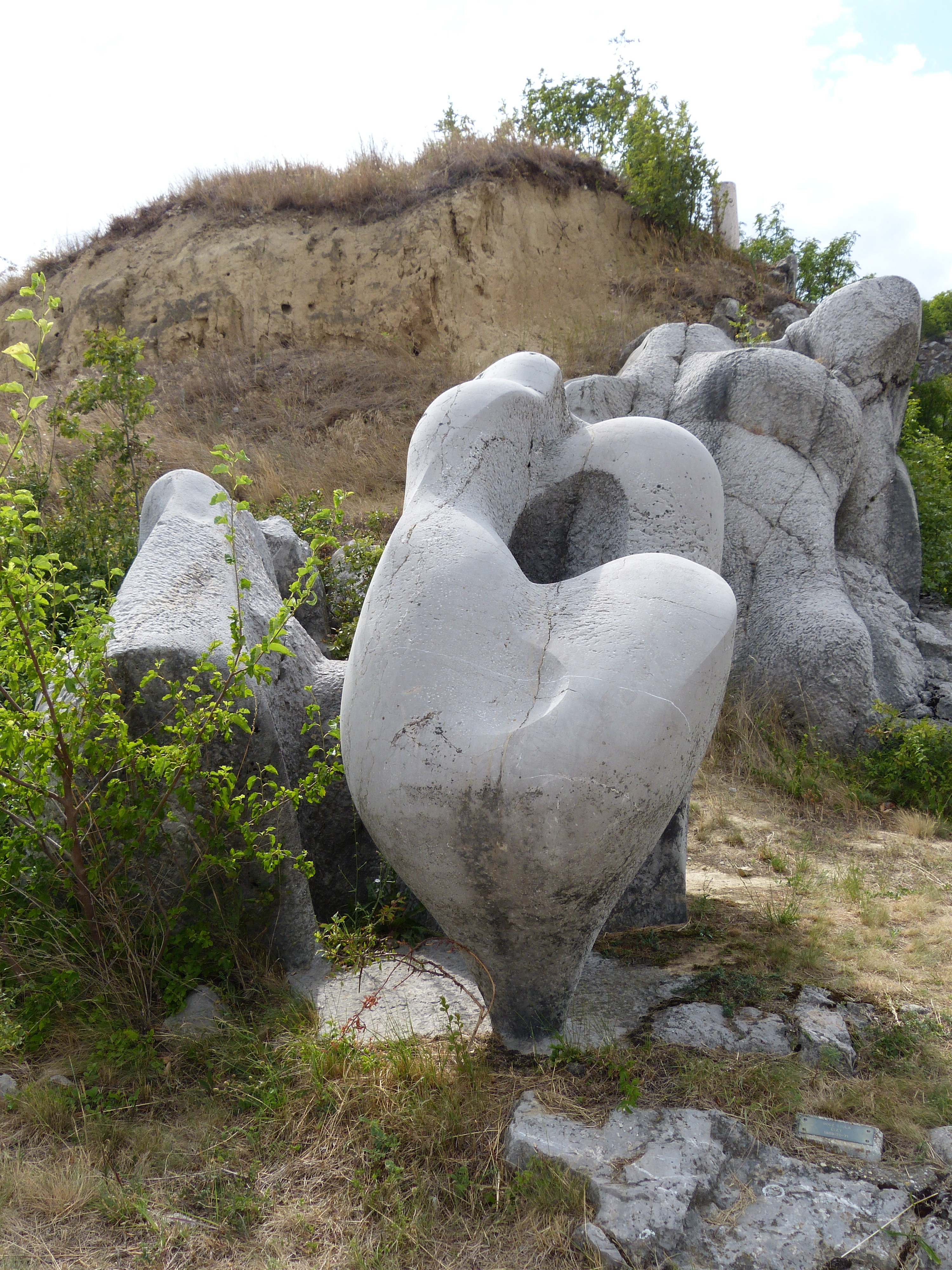
Bocz Gyula: Élet, 1969-1972, Szársomlyó, helyszíni sziklafal, Villányi szoborpark

Bocz Gyula a sziklafalba elkezdte kifaragni a négytagúnak tervezett kompozíciónak A szerelem című, első részét: lehordta a szikláról a több méter magas talajt, hogy eljusson a kőhöz, amiből „duzzadó, ölelő, meleg, szinte nedves” formákat faragott. Emögött áll A születés című második rész, aminek kövét kinagyolta, míg A dél és A halál figurájához kiválasztott sziklákat csak föltárta. Nagy szenzáció volt, amikor Bocz elkezdte formálni a szobrot. Különböző képeslapok hírt adtak róla, hogy a fiatal (amatőr) szobrász „megfaragja a hegyet”. A szoborsorozat egy nagyharsányi látomás eredménye: maga a hegy szolgáltatta a koncepciót azzal, hogy a földet letisztítva megfaragható kőként alapul szolgált a művészi gondolathoz. Korai előmunkálatának tekinthető az 1963-ban diófából faragott Élet. A kétszer két összefüggő kompozíció közül az első csaknem elkészült, ez a Szerelem és Születés párosa. A másik párosra, a Dél és a Halál kettősére csupán a kiválasztott sziklák emlékeztetnek. A címek nem igazodnak az ember biológiai életszakaszaihoz, sokkal inkább egy érzékeny szobrászi vízió részeinek tekinthetők. Bocz kora tavasztól decemberig faragta nagyméretű, nonfiguratív alkotását.
A munkát Bocz 1971 őszén abbahagyta: a III. Kisplasztikai Biennálé díjátadását követő ünneplésen megszületett a Spirál gondolata, s ez háttérbe szorította az Életet. A helyszínre látogató közönség kedvelte a műveit, gyakran virágot helyeztek rájuk. A híradások rendszeresen kiemelték eredeti, vasesztergályos végzettségét, az akadémikus képzettség hiányát és autodidakta „őstehetségét”.
A land art szellemisége Bocz egész munkásságában jelen van. Köztéri műveihez mindig olyan anyagokat választott, és azokat úgy munkálta meg, hogy harmonikusan illeszkedjenek a környezetükbe.